# Cristina Vărzaru
Cristina Georgiana Vărzaru, née le 5 décembre 1979 à Corabia, est une joueuse internationale roumaine de handball évoluant au poste d'ailière droite.

## Palmarès

### En club
compétitions internationales
- vainqueur de la Ligue des champions en 2006, 2009 et 2010 (avec Viborg HK), 2016 (avec CSM Bucarest)
- finaliste de la coupe d'Europe des vainqueurs de coupe en 2002 (avec CSO Râmnicu Vâlcea) et 2012 (avec Viborg HK)

compétitions nationales
- championne de Roumanie en 1999, 2000 et 2002 (avec CSO Râmnicu Vâlcea), 2003 (avec Rapid Bucarest), 2015, 2016 et 2017 (avec CSM Bucarest)
- championne du Danemark en 2006, 2008, 2009 et 2010 (avec Viborg HK)
- vainqueur de la coupe de Roumanie en 1999 et 2001 (avec CSO Râmnicu Vâlcea), 2016 et 2017 (avec CSM Bucarest)
- vainqueur de la coupe du Danemark en 2007, 2008, 2009, 2011 et 2012 (avec Viborg HK)

### Avec la sélection roumaine
Jeux olympiques
- 7e des Jeux olympiques de 2000 à Sydney

championnat du monde
- finaliste du championnat du monde 2005

championnat d'Europe
- troisième du championnat d'Europe 2010

autres
- vainqueur du championnat du monde junior en 1999
- vainqueur du championnat d'Europe junior en 1998[1]

### Distinctions individuelles
- élue meilleure ailière droite du championnat du Danemark en 2009 et 2010
- meilleure marqueuse de la Ligue des champions 2010